# Xuban Errazkin
Xuban Errazkin Pérez (Usurbil, 25 augustus 1996) is een Spaans wielrenner die anno 2018 rijdt voor Vito-Feirense-Blackjack.

## Carrière
In 2016 won Errazkin de eerste etappe in de Ronde van Portugal van de Toekomst door Erlend Sør Reime te kloppen in een sprint-à-deux. De leiderstrui die hij hieraan overhield verloor de Spanjaard een dag later aan Luís Gomes. Eerder dat jaar was Errazkin al tweemaal derde geworden in Spaanse nationale wedstrijden. Mede vanwege deze resultaten kreeg Errazkin voor de tweede helft van het seizoen een stagecontract bij Wilier Triestina-Southeast. Namens deze ploeg reed hij in september de Coppa Sabatini en de Ronde van Emilia. 
Voor het seizoen 2017 tekende Errazkin een contract bij RP-Boavista, dat hem overnam van de Spaanse wielerclub Café Baqué-Conservas Campo. Zijn debuut maakte hij in de Ronde van Algarve, waar hij op de negende plaats in het jongerenklassement eindigde. In mei werd hij negentiende in het eindklassement van de Ronde van Madrid. In 2018 maakte hij de overstap naar Vito-Feirense-Blackjack.

## Overwinningen
2016
1e etappe Ronde van Portugal van de Toekomst
2018
Jongerenklassement Ronde van Portugal

## Ploegen
- 2016 –  Wilier Triestina-Southeast (stagiair vanaf 29-7)
- 2017 –  RP-Boavista
- 2018 –  Vito-Feirense-Blackjack

Amezqueta · Andriato · Belletti · Bertazzo · Busato · Conti · Dal Col · Draperi · Ducournau · Fedi · Fonzi · Gil · Godoy · Mareczko · Martínez · Pozzato · Rodríguez · Sanz · Tedeschi · Trosino · Zhupa · Cañaveral (stagiair) · Errazkin (stagiair) · Raileanu (stagiair)
Afonso · Coutinho · Errazkin · Haddi · Matias · Pinto · Saavedra · Sancho · G. Santos · J. Santos · Vale